# Braunsbach
Braunsbach ist eine Gemeinde in der fränkischen Region Hohenlohe im Landkreis Schwäbisch Hall in Baden-Württemberg.

## Geografie

### Geografische Lage
Der namengebende Hauptort Braunsbach liegt in Luftlinie gute zehn Kilometer nordöstlich der Kreisstadt Schwäbisch Hall im tief eingeschnittenen Kochertal. Der Kocher verläuft dort, nach dem Zulauf der Bühler, nordwärts; ihm laufen im Gemeindegebiet auch einige steile Klingen von der Hohenloher Ebene beidseits des großen Taleinschnitts zu.
Braunsbach selbst liegt am Zulauf des Schloßbachs und vor allem des Orlacher Bachs zum Kocher. Flussaufwärts steht das Dorf Geislingen am Kocher an der Mündung der Bühler, flussabwärts die Dörfer Döttingen am Zulauf des Eschentaler Bachs sowie weiter abwärts Steinkirchen an dem des Reichenbachs.
Die übrigen Teilorte der Gemeinde Braunsbach liegen auf der Hohenloher Ebene beidseits des Kochertals oder südlich der Bühlermündung.

### Nachbargemeinden
Die Gemeinde grenzt im Norden an die Kreisstadt Künzelsau des Hohenlohekreises; im Nordosten an die Kleinstadt Langenburg, im Osten an die Kleinstadt Ilshofen, im Südosten an die Gemeinde Wolpertshausen, im Süden an die Kreisstadt Schwäbisch Hall und im Südwesten an die Gemeinde Untermünkheim, die alle wie Braunsbach selbst im Landkreis Schwäbisch Hall liegen; schließlich im Westen an die Gemeinde Kupferzell, die wieder zum Hohenlohekreis gehört.

### Gemeindegliederung
Zur Gemeinde Braunsbach mit den bis zur Gemeindegebietsreform in Baden-Württemberg selbstständigen Gemeinden Arnsdorf, Döttingen, Geislingen am Kocher, Jungholzhausen, Orlach und Steinkirchen gehören 22 Dörfer, Weiler, Höfe und Häuser.

Siehe auch Ruine Bachenstein

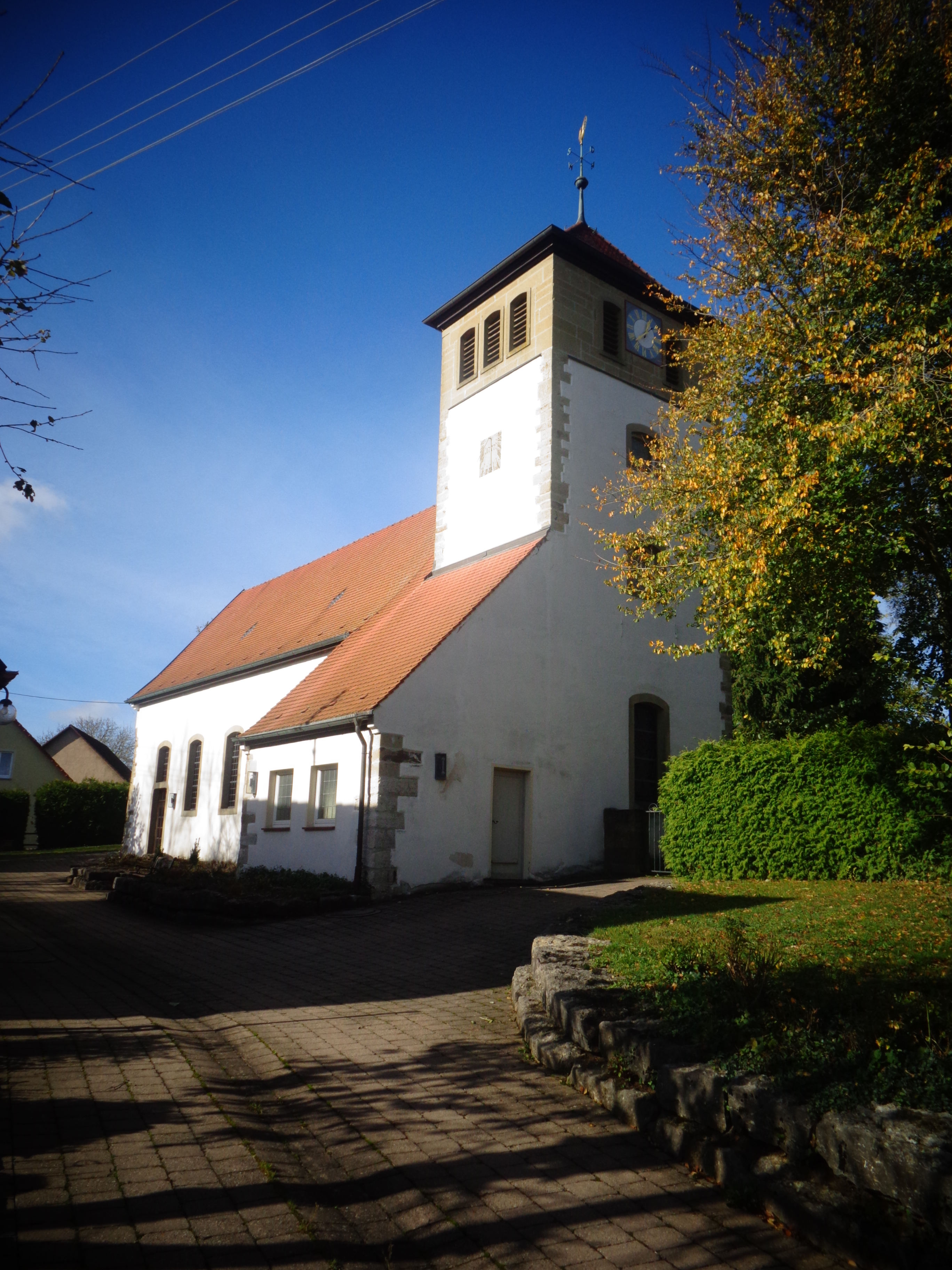
Kirche von Jungholzhausen

- Zu Arnsdorf gehören das Dorf Arnsdorf sowie die Weiler Braunoldswiesen, Herdtlingshagen, Reisachshof, Rückertsbronn und Rückertshausen.
- Zu Braunsbach gehören das Dorf Braunsbach und der Weiler Schaalhof.
- Zu Döttingen gehört das Dorf Döttingen.
- Zu Geislingen am Kocher gehören das Dorf Geislingen am Kocher und die Weiler Bühlerzimmern und Hergershof
- Zu Jungholzhausen gehören das Dorf Jungholzhausen, der Weiler Zottishofen und das Gehöft Dörrhof.
- Zu Orlach gehören das Dorf Orlach und der Weiler Elzhausen.
- Zu Steinkirchen gehören das Dorf Steinkirchen sowie die Weiler Sommerberg, Tierberg, Weilersbach und Winterberg.

Im Gemeindegebiet Braunsbachs liegen mehrere abgegangene, heute nicht mehr bestehende Ortschaften; Lautenbach und Lauterburg (im Gebiet der früheren Gemeinde Arnsdorf), Enningen oder Nenningen, ein „altes Schloss“ (Burg Enningen) auf dem Schaalberg, Gruonden und Kapelle zu den sieben Geschwistern (möglicherweise die Kapelle von Enningen) (im Gebiet der Gemeinde Braunsbach vor der Gemeindegebietsreform), das abgegangene Gehöft Brand (im Gebiet der früheren Gemeinde Döttingen), Grimbach und Steffersbach (im Gebiet der früheren Gemeinde Geislingen am Kocher), Altholzhausen (keine Nachrichten, nur als Flurname) und der Braunsberger Hof, möglicherweise mit dem Dörrhof identisch (im Gebiet der früheren Gemeinde Jungholzhausen), Bole (auch Bohel), Hirschberg und Holzhausen (im Gebiet der früheren Gemeinde Orlach).

### Flächenaufteilung
Nach Daten des Statistischen Landesamtes, Stand: 2014.

## Geschichte

### Mittelalter und frühe Neuzeit
Das Gebiet befand sich im Hochmittelalter im südlichen Grenzgebiet des Herzogtums Franken zum Herzogtum Schwaben. Im 12. und 13. Jahrhundert beherrschten die Staufer die ganze Gegend.
Nach dem Niedergang der Staufer in der Mitte des 13. Jahrhunderts gehörten die heutigen Ortsteile Braunsbachs bis zum Beginn des 19. Jahrhunderts zu verschiedenen Territorien des Heiligen Römischen Reichs. Die Reichsstadt Schwäbisch Hall besaß die Dörfer Arnsdorf, Geislingen und Orlach. Dem Fürstenhaus Hohenlohe unterstanden die Orte Döttingen, Jungholzhausen und Steinkirchen.
Das Dorf Braunsbach wurde 1255 erstmals urkundlich erwähnt. Nach dem Aussterben der Staufer gab es verschiedene Herren am Ort. Darunter waren die Schenken von Limpurg, dann Patrizier der Reichsstadt Schwäbisch Hall, im 16. Jahrhundert dann die Herren von Spiess und die Herren von Crailsheim. Von 1712 bis 1802 herrschte das Hochstift Würzburg über das Amt Braunsbach. Durch die Säkularisation kam Braunsbach 1803 an den Fürsten Karl zu Hohenlohe-Jagstberg.

### In württembergischer Zeit
1802 wurde die Reichsstadt Hall mediatisiert und fiel an das Herzogtum Württemberg (seit 1803 Kurfürstentum), womit seither auch Arnsdorf, Geislingen und Orlach dem neuen württembergischen Oberamt Hall unterstellt waren. Das 1806 entstandene Königreich Württemberg annektierte im Jahr seiner Entstehung auch die Orte Braunsbach, Döttingen, Jungholzhausen und Steinkirchen und ordnete sie nach verschiedenen Interimslösungen dem Oberamt Künzelsau zu. Durch die 1938 während der NS-Zeit in Württemberg durchgeführte Kreisreform gehörten alle Ortschaften auf der heutigen Gemarkung von Braunsbach zum Landkreis Hall (ab 1941 Landkreis Schwäbisch Hall).

### Zeit im Zweiten Weltkrieg
Bei der amerikanischen Besetzung Deutschlands kam es am 15. April 1945 in Jungholzhausen zu einem heftigen Kampf zwischen dem 254. US-Infanterieregiment und Pionieren der Wehrmacht sowie einer SS-Jägerkompanie der 17. SS-Panzergrenadier-Division „Götz von Berlichingen“. Die Amerikaner erlitten bei den Kämpfen hohe Verluste, siegten jedoch und nahmen zahlreiche SS-Soldaten gefangen. Die Dorfbewohner zählten 63 tote Deutsche. Zeugenaussagen zufolge ermordeten die US-Soldaten zahlreiche der Kriegsgefangenen. Die genaue Zahl lässt sich nicht mehr feststellen, Schätzungen reichen von 13 bis 30 Soldaten.

### Nachkriegszeit
Im Jahre 1945 fiel das Gebiet der Amerikanischen Besatzungszone zu und gehörte somit zum neu gegründeten Land Württemberg-Baden, das 1952 im jetzigen Bundesland Baden-Württemberg aufging.

### Bildung der neuen Gemeinde – 1972
Am 1. Februar 1972 wurde durch freiwilligen Zusammenschluss der früher selbständigen Gemeinden Arnsdorf, Braunsbach, Döttingen, Geislingen am Kocher, Jungholzhausen, Orlach und Steinkirchen die neue Gemeinde Braunsbach gebildet.

### Hochwasser 2016
Am 29. Mai 2016 kam es bei einem Unwetter in der Region zu schweren Überschwemmungen mit verheerenden Schäden. In der Ortsmitte Braunsbachs, das mit am stärksten betroffen wurde, traten der Orlacher Bach und der kleinere Schloßbach über ihre Ufer und hinterließen auf den Straßen mehrere Meter hohen Schutt aus Steinen, Lehm, Autos, Altholz, Wohnungs- und Geschäftsinventar.
Ebenso schwoll der Grimmbach an, dessen Klingenlauf und Mündung etwas flussaufwärts von Braunsbach siedlungsfrei sind, und beschädigte dort die im Kochertal verlaufende Straße L 1045 und ihre Brücke.

## Religionen

### Evangelische Kirche
Während der Reformation wurden sämtliche Orte evangelisch, weshalb die Gemeinde Braunsbach bis heute überwiegend evangelisch geprägt ist. Ein Großteil der evangelischen Bewohner gehören zur Gesamtkirchengemeinde Braunsbach, die sich im Kirchenbezirk Schwäbisch Hall der Württembergischen Landeskirche befindet. Der Ortsteil Arnsdorf gehörte zur evangelischen Kirchengemeinde Eschental im Kirchenbezirk Öhringen, und jetzt zur Gemeinde in Kupferzell. Die Ortsteile Döttingen und Steinkirchen sind der evangelischen Gesamtkirchengemeinde Döttingen im Kirchenbezirk Künzelsau zugeordnet.

### Katholische Kirche
Nachdem Braunsbach 1714 an das Hochstift Würzburg gefallen war, durften sich am Ort auch wieder Katholiken ansiedeln, die als Zugezogene im 18. und 19. Jahrhundert noch in überwiegend ärmlichen Verhältnissen lebten. 1806 wurde die Kapelle St. Sebastian zur Pfarrei erhoben. Nach dem Zweiten Weltkrieg kamen weitere Katholiken als Vertriebene aus den ehemaligen deutschen Gebieten im Osten. Die katholische Gemeinde ist heute Bestandteil der Seelsorgeeinheit Braunsbach – Großallmerspann im Dekanat Schwäbisch Hall der Diözese Rottenburg-Stuttgart.

### Judentum
In Braunsbach entstand zudem eine jüdische Gemeinde. Jedoch waren die zugezogenen jüdischen Bewohner wie auch die Katholiken im 18. Jahrhundert stärker von Armut betroffen als die alteingesessenen evangelischen Bewohner. Seit 1738 gab es einen Jüdischen Friedhof in Braunsbach. Die Juden von Braunsbach lebten im 18. und 19. Jahrhundert überwiegend vom Viehhandel. Von 1832 bis 1914 besaß Braunsbach ein eigenes jüdisches Rabbinat, das Bezirksrabbinat Braunsbach mit eigener Synagoge am Ort. Im Jahre 1843 gehörten 293 Personen, das heißt etwa 30 Prozent der Bewohner von Braunsbach, dem Judentum an. Durch Abwanderung sank die Zahl der jüdischen Bewohner in der zweiten Hälfte des 19. Jahrhunderts und bis zum Beginn des NS-Zeit stetig, so dass es 1933 lediglich noch 39 Juden in Braunsbach gab. Etwa 60 Prozent von diesen konnten noch rechtzeitig vor dem Holocaust auswandern, wohingegen 15 Juden aus Braunsbach in Vernichtungslager deportiert wurden, wo sie dem Genozid des Nazi-Regimes zum Opfer fielen.

## Politik

### Gemeinderat
In Braunsbach wird der Gemeinderat nach dem Verfahren der unechten Teilortswahl gewählt. Dabei kann sich die Zahl der Gemeinderäte durch Überhangmandate verändern. 2024 besteht der Gemeinderat aus 15 Personen. Er besteht aus den gewählten ehrenamtlichen Gemeinderäten und dem Bürgermeister als Vorsitzendem. Der Bürgermeister ist im Gemeinderat stimmberechtigt.
Die Kommunalwahl am 9. Juni 2024 führte zu folgendem Endergebnis. Die Wahlbeteiligung betrug 68,5 Prozent.
| Liste                 | Stimmenanteil | Sitze |
| Neue Liste Braunsbach | 11,15 %       | 2     |
| Unabhängige Bürger    | 83,68 %       | 12    |
| Zwei für Braunsbach   | 5,16 %        | 1     |

### Verwaltungsverband
Die Gemeinde ist Sitz des Gemeindeverwaltungsverbands „Braunsbach-Untermünkheim“.

### Bürgermeister
Bürgermeister von Braunsbach ist seit März 2024 David Beck (parteilos). Er wurde am 11. Februar 2024 mit 85,3 Prozent der Stimmen gewählt. Von 2004 bis 2023 bekleidete Frank Harsch (CDU) das Amt des Bürgermeisters.

### Partnerschaften
Braunsbach unterhält partnerschaftliche Beziehungen zu
- der französischen Gemeinde Vouillé in der Nähe von Poitiers seit 1987 und
- Arnsdorf, heute Teil der Stadt Penig in Sachsen seit 1990.
- Zu Zwierzyniec in der Nähe von Zamość in Polen gibt es seit 1997 Kontakte.

Außerdem pflegt der Ortsteil Döttingen freundschaftliche Beziehungen zu der gleichnamigen Gemeinde in der Schweiz.

### Wappen
| Wappen von Braunsbach | Blasonierung: „Von Blau und Weiß schrägrechts geteilt, vorn eine weiße Brücke auf vier Pfeilern.“                                                                                         |
| Wappen von Braunsbach | Wappenbegründung: Das Wappen mit einem Symbol für die das Gemeindegebiet überquerende Autobahnbrücke, die Kochertalbrücke, wurde 1981 verliehen. (Quelle: Landesarchiv Baden-Württemberg) |

## Infrastruktur

### Verkehr
Durch Braunsbach führt als touristischer Landes-Radfernweg der Kocher-Jagst-Radweg. Er ist ein Rundkurs entlang der beiden Flüsse Kocher und Jagst zwischen Bad Friedrichshall und einer Querverbindung zwischen den Tälern bei Aalen (Stadtteil Unterkochen) und Lauchheim.

## Sehenswürdigkeiten

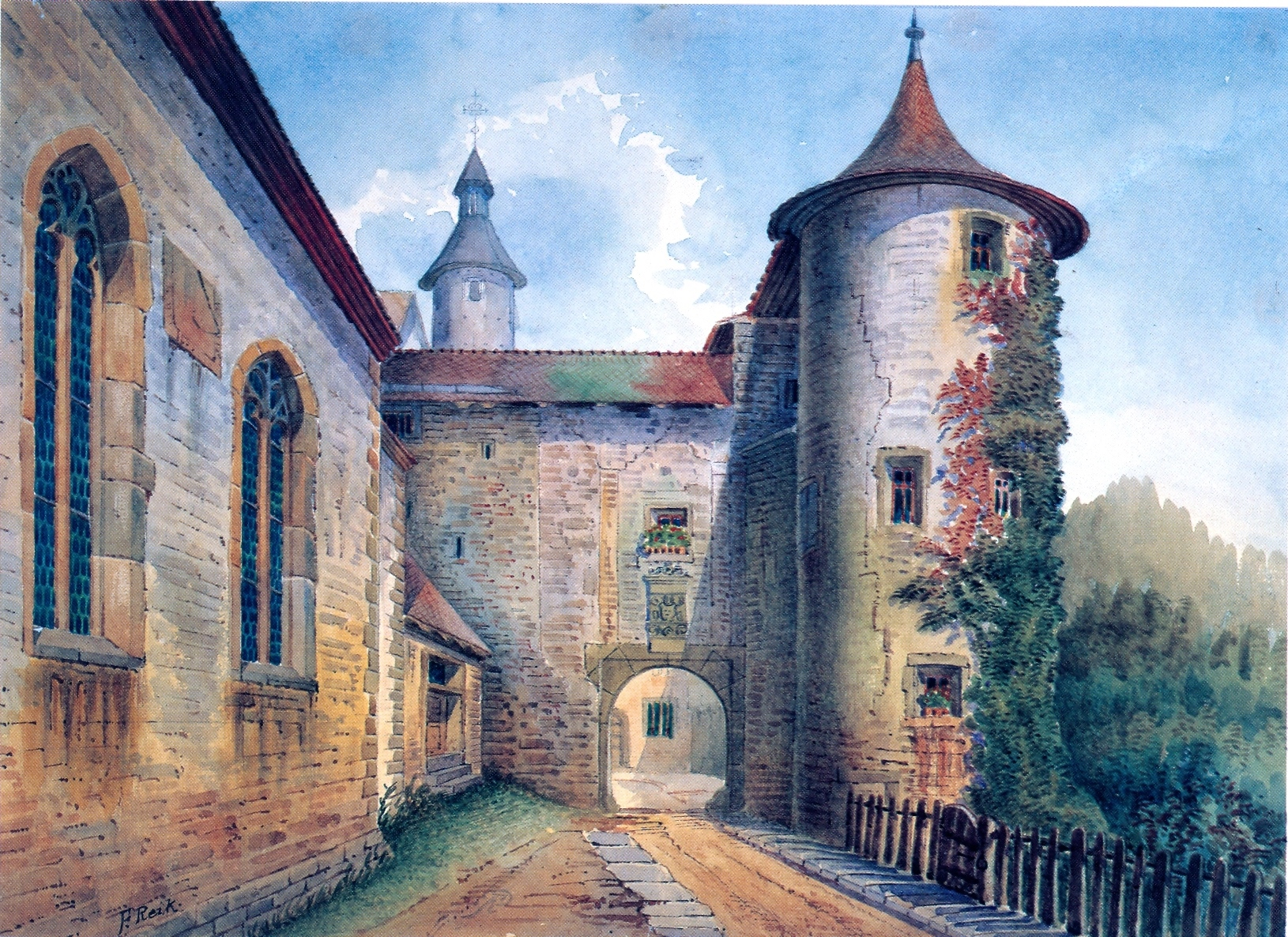
Braunsbach, Schloss, Eingangstor in der südl. Westwand der Umfassungsmauer mit südlichem Rundturm (rechts) und Schlosskapelle, Kirche St. Bonifatius (links), Aquarell von Johann Friedrich Reik

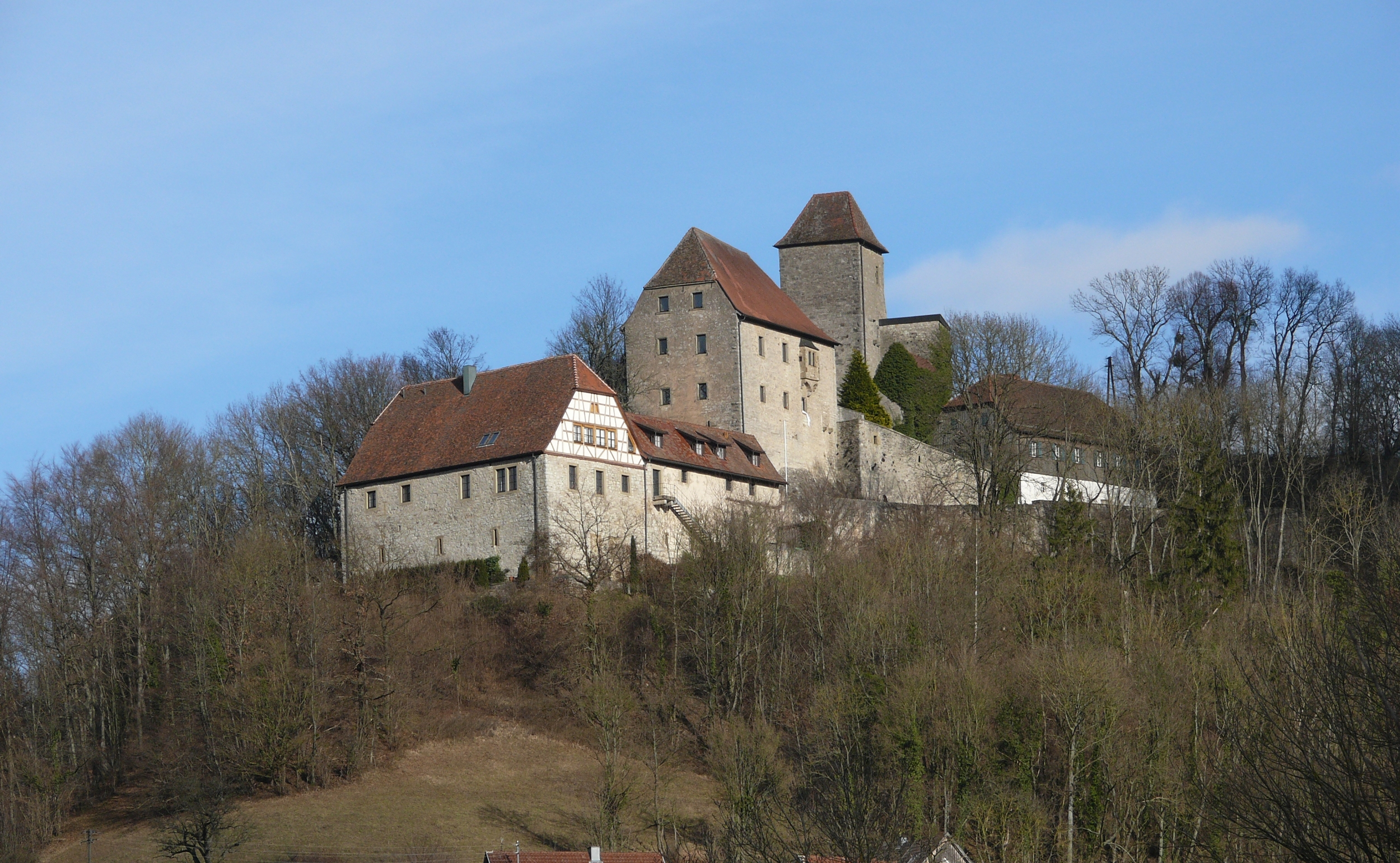
Schloss Tierberg

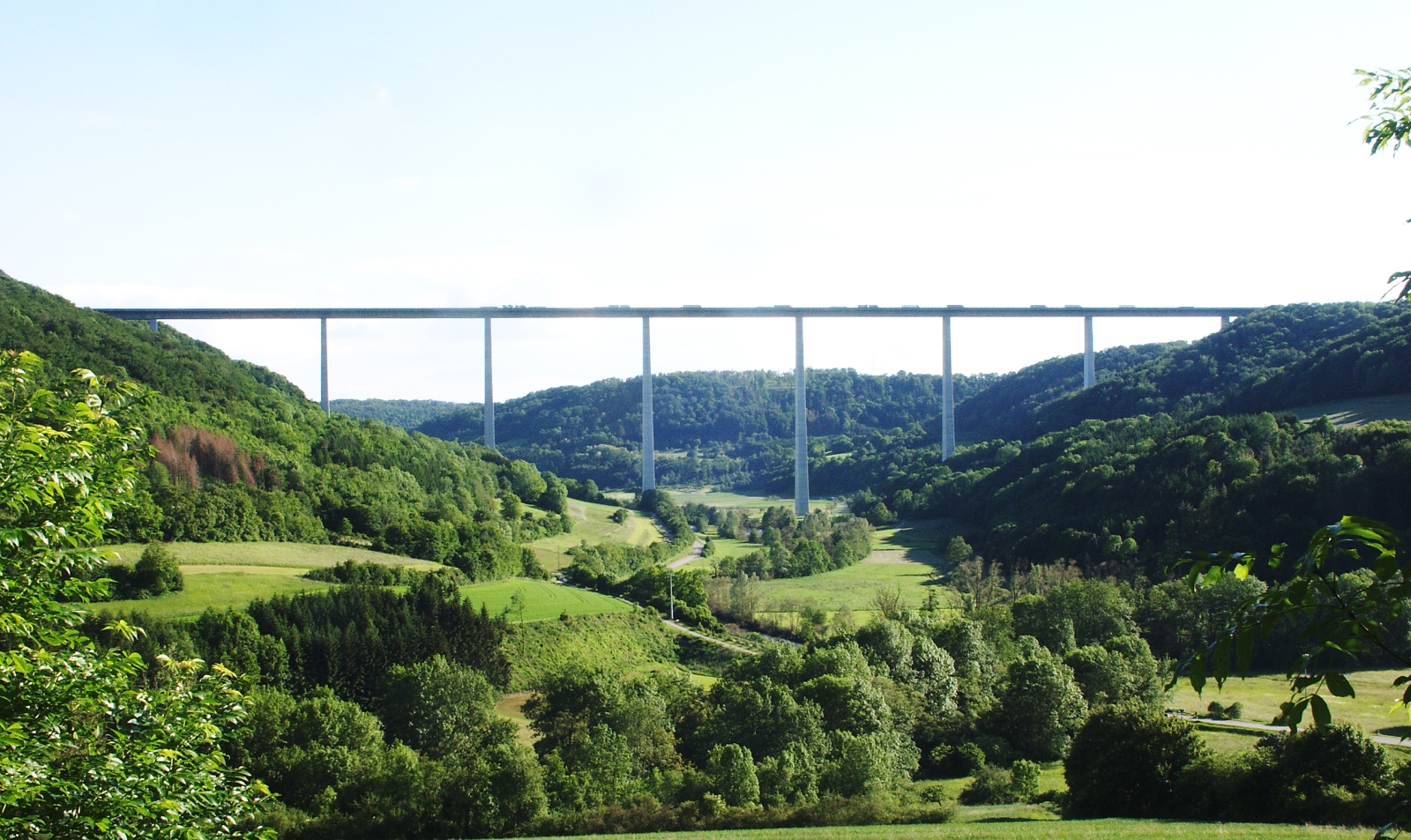
Kochertalbrücke

- Das Schloss Braunsbach, mit baulichem Ursprung von 1250 in Braunsbach.
- Die evangelische Bonifatiuskirche im Schloss in Braunsbach.
- Die Barockorgel in der Schlosskirche in Braunsbach, die in den ältesten Teilen auf das Jahr 1736 zurückgeht, als Philipp Heinrich Hasenmaier ein kleines Instrument schuf, das 1794 von Georg Ludwig Mezler erweitert wurde.[15]
- Das Döttinger Tor in Braunsbach.
- Das Schloss Döttingen im Ortsteil Döttingen.
- Das Schloss Tierberg im Ortsteil Steinkirchen.[16]
- Die von 1976 bis 1979 erbaute Kochertalbrücke wurde geradezu zum Wahrzeichen der noch jungen Gesamtgemeinde und ist auch in deren Wappen eingegangen. Die 1128 m lange Talbrücke wird von bis zu 185 m hohen Brückenpfeilern getragen, die nach dem Bau damals höchsten der Welt.
- Am 13. April 2008 wurde im alten Rabbinat ein Rabbinatsmuseum eröffnet.[17] Die Synagoge der Stadt wurde von SA-Männern beim Novemberpogrom 1938 verwüstet und Jahrzehnte später in den Neubau der Burgenland-Halle einbezogen. Am Eingang zum Rosensteinsaal erinnert seit 1978 eine Gedenktafel an die jüdischen Einwohner der Stadt, die der Shoa zum Opfer fielen.[18]
- Das Haus des früheren Bürgermeisters J. M. Gronbach, Orlach (heute Haus Schumm) bekannt durch das Buch „Das Mädchen von Orlach“.[16]

## Sport
In der Gemeinde Braunsbach gibt es den TSV Braunsbach 1921. Im Teilort Jungholzhausen hat der dortige Schützenverein Adlerauge Döttingen – Jungholzhausen acht Luftgewehr- bzw. Luftpistolenbahnen und eine Bogenabteilung.

## Kulturelles Leben

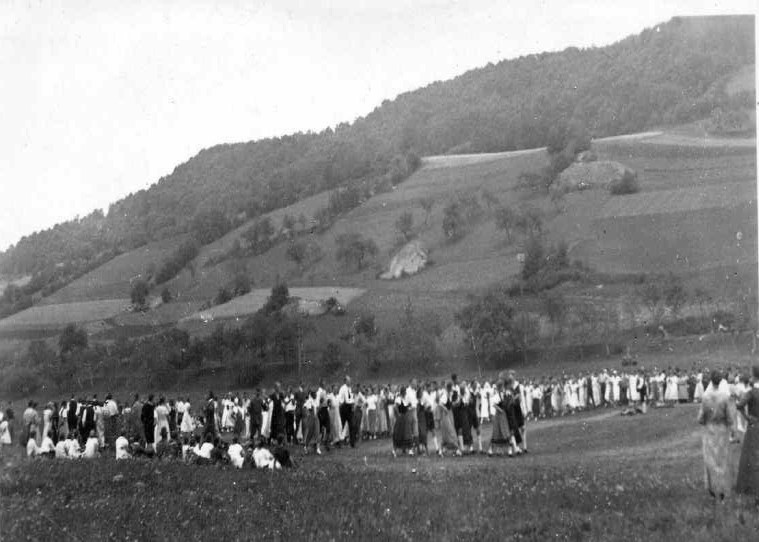
Sonntag Cantate in Steinkirchen

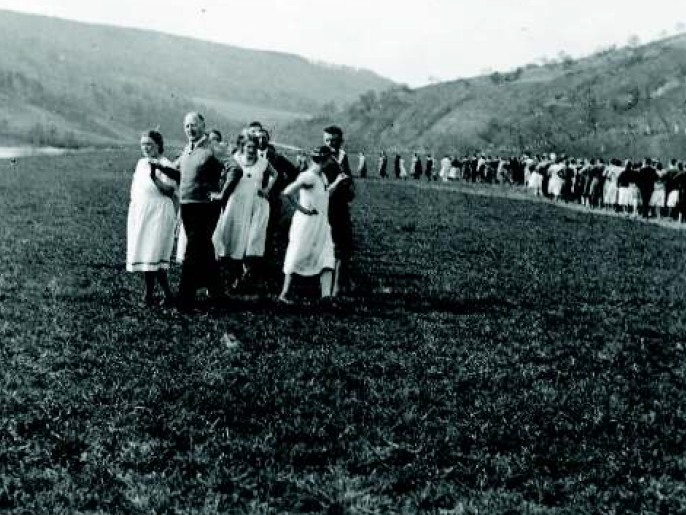
Tanz am Sonntag Cantate in Steinkirchen. Links Pfarrer Mohr de Sylva mit Frau Johanna, geb. Gerber

Von Steinkirchen ging vor dem Zweiten Weltkrieg die „Hohenlohische Singbewegung“ aus: Pfarrer Heinrich Mohr de Sylva schaffte es, jährlich ab 1925 am Mai-Sonntag Cantate bis zu 4000 singfreudige junge Menschen zum gemeinsamen Singen und Tanzen in den Kocherwiesen zusammenzubringen. In Steinkirchen und in vielen hohenlohischen Dörfern rings herum hat er weit über fünfzig Singfreizeiten geleitet.

## Söhne und Töchter der Gemeinde
- Naphtali Berlinger (1876–1943), Lehrer und Rabbiner
- Heinrich Mohr de Sylva (1891–1989), 1931, Ehrenbürger von Steinkirchen